# Malaucourt-sur-Seille
Malaucourt-sur-Seille est une commune française située dans le département de la Moselle en région Grand Est.

## Géographie

### Communes limitrophes
| Fossieux                         | Aulnois-sur-Seille    | Lemoncourt  |
|                                  | Malaucourt-sur-Seille | Jallaucourt |
| Arraye-et-Han Meurthe-et-Moselle | Manhoué               |             |

### Hydrographie
La commune est située dans le bassin versant du Rhin au sein du bassin Rhin-Meuse. Elle est drainée par la Seille et le ruisseau d'Osson.
La Seille, d'une longueur totale de 137,7 km, prend sa source dans la commune de Maizières-lès-Vic et se jette  dans la Moselle à Metz en limite avec Saint-Julien-lès-Metz, après avoir traversé 57 communes.
Le ruisseau d'Osson, d'une longueur totale de 15,9 km, prend sa source dans la commune de Amelécourt et se jette  dans la Seille en limite d'Aulnois-sur-Seille et d'Ajoncourt, face à Chenicourt après avoir traversé huit communes.

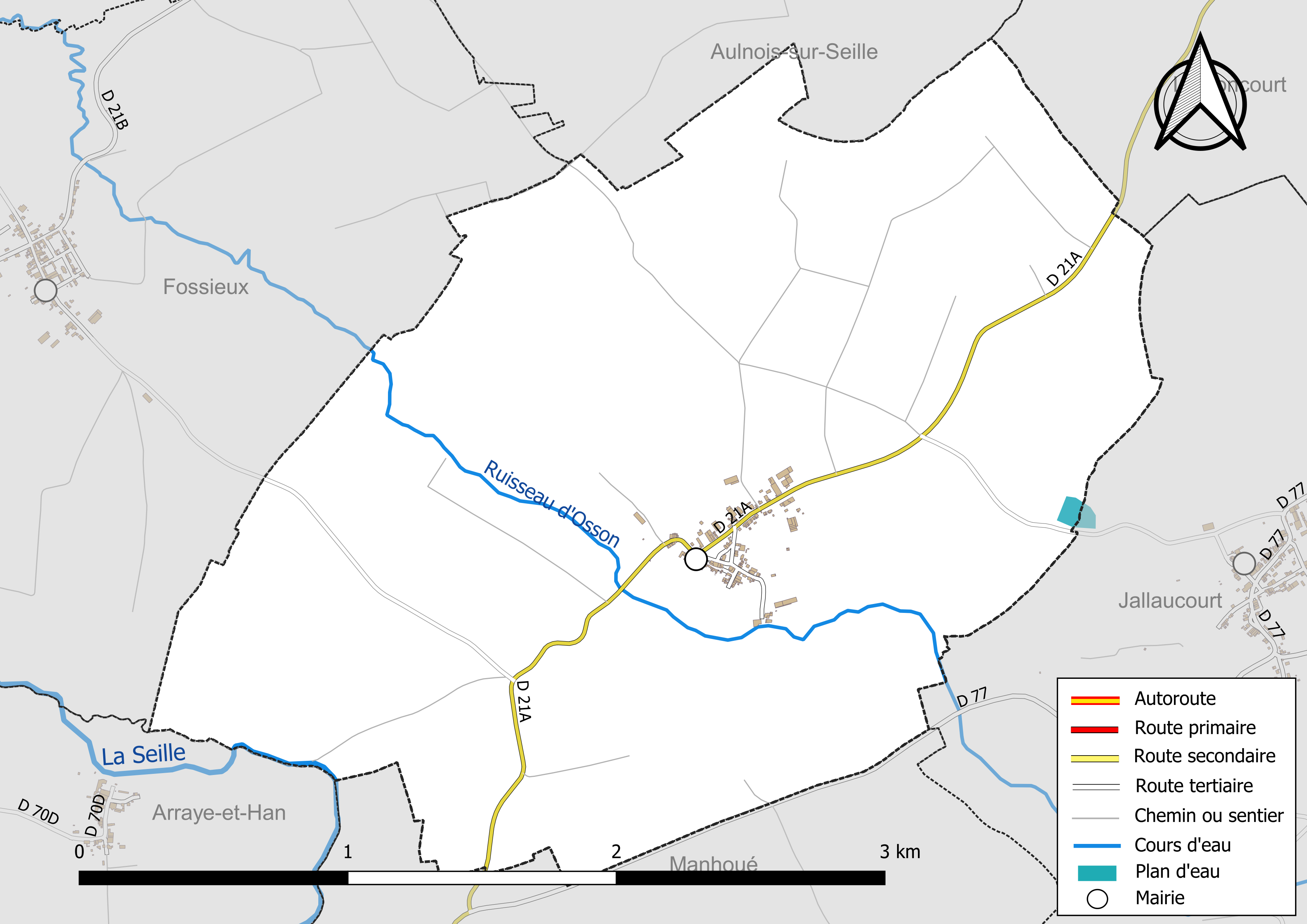
Réseaux hydrographique et routier de Malaucourt-sur-Seille.

La qualité de la Seille et du ruisseau d'Osson peut être consultée sur un site spécial géré par les agences de l’eau et l’Agence française pour la biodiversité. Ainsi en 2020, dernière année d'évaluation disponible en 2022, l'état écologique du ruisseau d'Osson était jugé moyen (jaune).

### Climat
Pour des articles plus généraux, voir Climat du Grand Est et Climat de la Moselle.
En 2010, le climat de la commune est de type climat océanique dégradé des plaines du Centre et du Nord, selon une étude du Centre national de la recherche scientifique s'appuyant sur une série de données couvrant la période 1971-2000. En 2020, Météo-France publie une typologie des climats de la France métropolitaine dans laquelle la commune est exposée à un climat semi-continental et est dans la région climatique  Lorraine, plateau de Langres, Morvan, caractérisée par un hiver rude (1,5 °C), des vents modérés et des brouillards fréquents en automne et hiver. 
Pour la période 1971-2000, la température annuelle moyenne est de 9,7 °C, avec une amplitude thermique annuelle de 16,9 °C. Le cumul annuel moyen de précipitations est de 790 mm, avec 12 jours de précipitations en janvier et 9,3 jours en juillet. Pour la période 1991-2020, la température moyenne annuelle observée sur la station météorologique de Météo-France la plus proche, « Lesse_sapc », sur la commune de Lesse à 17 km à vol d'oiseau, est de 10,7 °C et le cumul annuel moyen de précipitations est de 694,0 mm. 
La température maximale relevée sur cette station est de 40 °C, atteinte le 25 juillet 2019 ; la température minimale est de −20,7 °C, atteinte le 20 décembre 2009,,. 
Les paramètres climatiques de la commune ont été estimés pour le milieu du siècle (2041-2070) selon différents scénarios d'émission de gaz à effet de serre à partir des nouvelles projections climatiques de référence DRIAS-2020. Ils sont consultables sur un site spécial publié par Météo-France en novembre 2022.

## Urbanisme

### Typologie
Au 1er janvier 2024, Malaucourt-sur-Seille est catégorisée commune rurale à habitat dispersé, selon la nouvelle grille communale de densité à sept niveaux définie par l'Insee en 2022.
Elle est située hors unité urbaine. Par ailleurs la commune fait partie de l'aire d'attraction de Nancy, dont elle est une commune de la couronne,. Cette aire, qui regroupe 353 communes, est catégorisée dans les aires de 200 000 à moins de 700 000 habitants,.

### Occupation des sols
L'occupation des sols de la commune, telle qu'elle ressort de la base de données européenne d’occupation biophysique des sols Corine Land Cover (CLC), est marquée par l'importance des territoires agricoles (99,8 % en 2018), en augmentation par rapport à 1990 (89 %). La répartition détaillée en 2018 est la suivante : 
terres arables (71,9 %), prairies (24,1 %), zones agricoles hétérogènes (3,8 %), forêts (0,2 %). L'évolution de l’occupation des sols de la commune et de ses infrastructures peut être observée sur les différentes représentations cartographiques du territoire : la carte de Cassini (XVIIIe siècle), la carte d'état-major (1820-1866) et les cartes ou photos aériennes de l'IGN pour la période actuelle (1950 à aujourd'hui).

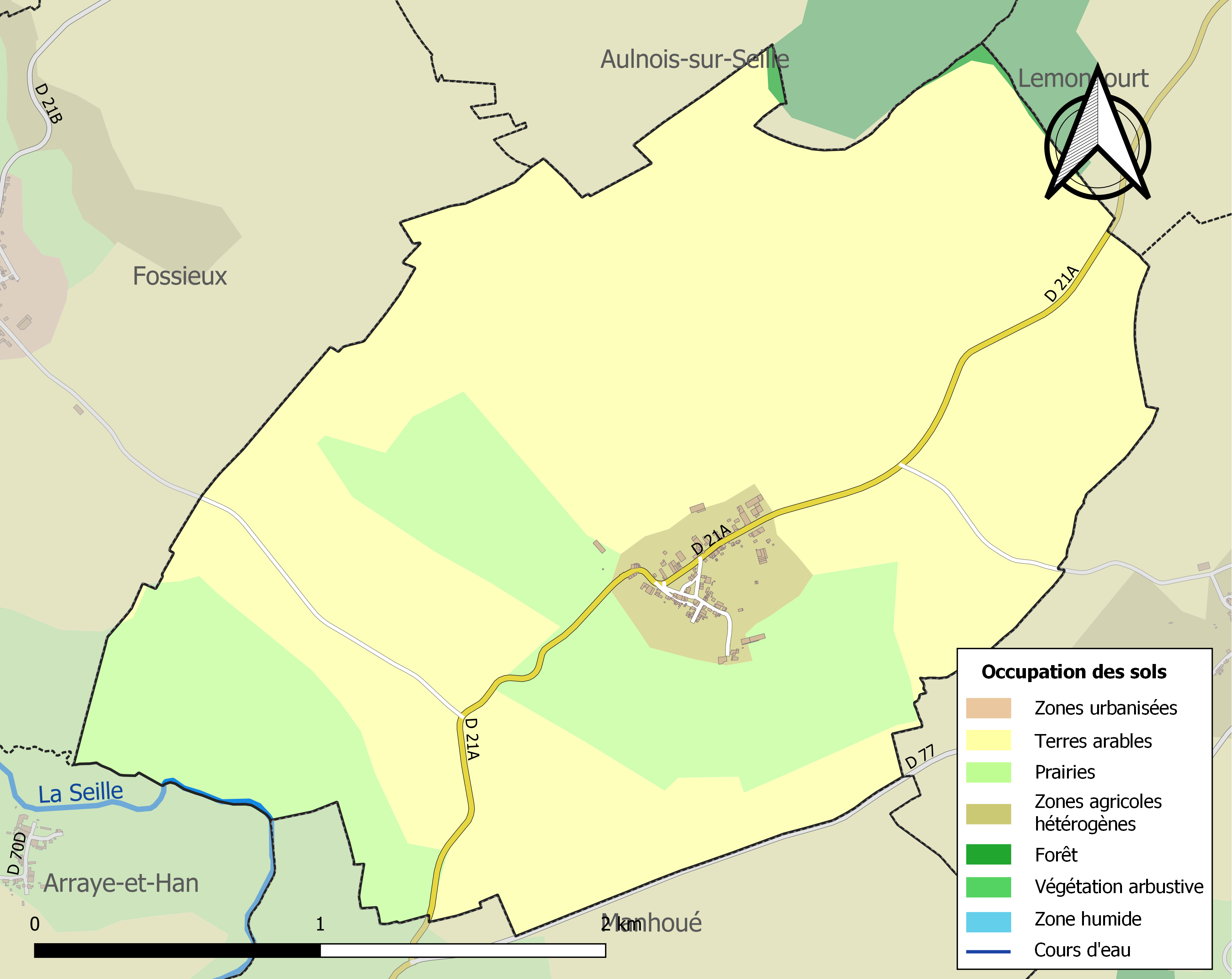
Carte des infrastructures et de l'occupation des sols de la commune en 2018 (CLC).

## Toponymie
- Malodicurtis (828), Malacuria on Saulnoix (1482), Mallaucourt (1427), Malacourt (1477), Mallecuria (XVe siècle), Mallacourt (1600), Maloncourt (1793), Malocourt (1801), Mallhofen (1915–1918 et 1940–1944).

## Histoire
- Village de la principauté épiscopale de Metz, de la chatellerie de Vic.
- De 1790 à 2015, Maulaucourt-sur-Seille était une commune de l'ex-canton de Delme.

## Politique et administration
| Période                                  | Période  | Identité           | Étiquette | Qualité            |
| ---------------------------------------- | -------- | ------------------ | --------- | ------------------ |
| mars 1971                                | ?        | Brice Lerond       | UMP       | Conseiller général |
| mai 2020                                 | En cours | Maurice Jaccquemin |           |                    |
| Les données manquantes sont à compléter. |          |                    |           |                    |

## Démographie
L'évolution du nombre d'habitants est connue à travers les recensements de la population effectués dans la commune depuis 1793. Pour les communes de moins de 10 000 habitants, une enquête de recensement portant sur toute la population est réalisée tous les cinq ans, les populations de référence des années intermédiaires étant quant à elles estimées par interpolation ou extrapolation. Pour la commune, le premier recensement exhaustif entrant dans le cadre du nouveau dispositif a été réalisé en 2005.

En 2022, la commune comptait 131 habitants, en évolution de +3,15 % par rapport à 2016 (Moselle : +0,52 %, France hors Mayotte : +2,11 %).
| 1793 | 1800 | 1806 | 1821 | 1831 | 1836 | 1841 | 1846 | 1851 |
| ---- | ---- | ---- | ---- | ---- | ---- | ---- | ---- | ---- |
| 340  | 347  | 375  | 459  | 480  | 421  | 444  | 431  | 432  |

| 1856 | 1861 | 1871 | 1875 | 1880 | 1885 | 1890 | 1895 | 1900 |
| ---- | ---- | ---- | ---- | ---- | ---- | ---- | ---- | ---- |
| 414  | 393  | 358  | 315  | 303  | 272  | 291  | 277  | 242  |

| 1905 | 1910 | 1921 | 1926 | 1931 | 1936 | 1946 | 1954 | 1962 |
| ---- | ---- | ---- | ---- | ---- | ---- | ---- | ---- | ---- |
| 246  | 216  | 191  | 165  | 132  | 128  | 86   | 112  | 118  |

| 1968 | 1975 | 1982 | 1990 | 1999 | 2005 | 2006 | 2010 | 2015 |
| ---- | ---- | ---- | ---- | ---- | ---- | ---- | ---- | ---- |
| 128  | 101  | 98   | 112  | 143  | 132  | 127  | 141  | 129  |

| 2020 | 2022 | - | - | - | - | - | - | - |
| ---- | ---- | - | - | - | - | - | - | - |
| 129  | 131  | - | - | - | - | - | - | - |

## Culture locale et patrimoine

### Lieux et monuments
- Église Notre-Dame 1769 : pietà XVIe siècle.

### Personnalités liées à la commune
- Brice LEROND, ancien maire du village.

### Héraldique
| Blason de Malaucourt-sur-Seille | Blason  | De gueules à deux lances d'or passées en sautoir, accompagnées en pointe d'une fleur de lis du même, à la fasce ondée d'argent brochant sur le tout. |
| Blason de Malaucourt-sur-Seille | Détails | Le statut officiel du blason reste à déterminer. |